# Jesús Castro-Balbi (Cellist)
Jesús Castro-Balbi (* 1970 in Alicante/Provinz Alicante, Spanien) ist ein peruanischer Cellist und Musikpädagoge.

## Leben
Castro-Balbi wuchs in Frankreich auf und studierte am Conservatoire National Supérieur de Musique in Lyon, an der Indiana University Bloomington und an der Yale School of Music. Einen Doktorgrad erwarb er an der Juilliard School. Zu seinen Lehrern zählten Aldo Parisot, Janos Starker, Iseut Chuat, Marc Coppey, Jean Deplace und die Mitglieder des Amadeus-Quartett, des Borodin-Quartett, des Juilliard String Quartet, des Ravel String Quartet und des Tokyo String Quartet.
Er unterrichtete achtzehn Jahre lang an der Texas Christian University, wo er ein international angesehenes Celloprogramm entwickelte, Gründer und künstlerischer Leiter des TCU Cello Ensemble war und das TCU Cellofest und die Faculty & Friends Chamber Music Series initiierte. Weiterhin gab er Meisterklassen u. a. in China, Frankreich, Deutschland, den USA und Kolumbien und wirkte als Juror an Cellowettbewerben mit. Er ist Professor für Musik an der Kennesaw State University in Atlanta.
Als Solist trat Castro-Balbi u. a. mit Orchestern in China, Deutschland, Mexiko und Peru und unter der Leitung von Dirigenten wie Arild Remmereit, Emmanuel Plasson, Fernando Valcárcel, Gregory Vajda, Linus Lerner, Philippe Bender, Ramón Tebar und Yang Yang auf. Unter anderem spielte er Witold Lutosławskis Cellokonzert mit dem Orquesta Filarmónica de la UNAM (OFUNAM) unter Leitung von Carlos Miguel Prieto, Tschaikowskis Rokoko-Variationen mit dem Dallas Symphony Orchestra unter Germán Gutiérrez, Osvaldo Golijovs Azul mit Miguel Harth-Bedoya, Michael Ward-Bergeman, Jamey Haddad, Cyro Baptista und dem Fort Worth Symphony Orchestra und Johannes Brahms’ Doppelkonzert mit Henning Kraggerud und dem Aarhus Symphony Orchestra unter Giancarlo Andretta.
Das besondere Interesse Castro-Balbis gilt dem Schaffen zeitgenössischer Komponisten. Ihm wurden etwa dreißig Werke gewidmet, under spielte die Erstaufführung von mehr als siebzig Komposition und die Erstaufnahmen von zwanzig Kompositionen. Darunter finden sich u. a. die Aufnahmen von Samuel Zymans Suite für zwei Celli mit Carlos Prieto, eine Gesamtaufnahme aller Werke für Cello und Klavier von Robert Xavier Rodríguez mit der Pianistin Gloria Lin. Auf dem Album Rapsodia Latina mit sieben Erstaufnahmen spielte er u. a. Esteban Benzecrys Rapsodia Andina und Gabriela Lena Franks Manhattan Serenades. Er spielte Lera Auerbachs Postscriptum mit Arkady Fomin und David Korevaar, die New Yorker Erstaufführung von Mark-Anthony Turnages Cellokonzert Kai mit dem New Juilliard Ensemble unter Joel Sachs und mit dem Texas Christian University Symphony Orchestra unter Germán Gutiérrez die Uraufführung von Edgar Valcárcels Concierto Indio und Jimmy López’ Cellokonzert Lord of the Air. Letzteres nahm er mit dem Kringkastingsorkestret unter Miguel Harth-Bedoya für das Label Harmonia Mundi auf.
Castro-Balbi ist der Sohn des gleichnamigen Gitarristen Jesús Castro-Balbi.